# سيجي نيشيمورا
سيجي نيشيمورا (باليابانية: 西村誠司؛ بالكانا: にしむら せいじ) هو لاعب كاراتيه ياباني، ولد في 9 يوليو 1956 في كوماموتو في اليابان.

## وصلات خارجية
- الموقع الرسمي
- سيجي نيشيمورا على موقع KarateRec.com (الإنجليزية)